# DF-41
El misil Dong Feng 41 (en chino 东风导弹, literalmente viento del este), también denominado CSS-10, es un misil balístico intercontinental chino de tres etapas propulsado por combustible sólido. Tiene un alcance estimado de  14000-15000 km y es capaz de lanzar sobre sus objetivos entre 3 y 12 cabezas nucleares tipo MIRV simultáneamente. Comparable en capacidades al Topol-M ruso y superior en movilidad al Minuteman III norteamericano, es con diferencia el misil balístico más avanzado desarrollado por China hasta el momento y está específicamente  diseñado para burlar el sistema antimisiles estadounidense, asegurando la aniquilación del blanco. La primera unidad fue entregada a la Fuerza de Misiles Estratégicos en el verano de 2012, realizándose la primera prueba operacional el 24 de julio del mismo año. En 2017 había al menos dos brigadas operativas con entre 12 y 24 misiles.
El DF-41 puede lanzarse desde silos estáticos o desde un vehículo transportador erector lanzador (TEL). En 2015 se realizó una prueba lanzándolo también desde un vagón ferroviario. Se trata del misil con mayor alcance actualmente operativo; desde territorio chino puede llegar a todo el planeta excepto las partes de Suramérica y la Antártida situadas en sus antípodas.

## Especificaciones
- Ojiva: Termonuclear, 1 x 1 Mt o hasta 12 MIRV con potencia seleccionable entre 20, 90 y 150 kt[1] o posibles deslizadores hipersónicos DF-ZF[2] o una combinación de ojivas MIRV, deslizadores y ayudas avanzadas a la penetración.
- Alcance máximo: 14.000 a 15.000 km[1]
- Guía: astroinercial